# Stanisław Luft
Stanisław Luft (ur. 28 sierpnia 1924 w Kolnie, zm. 10 marca 2020) – polski lekarz, reumatolog, profesor nauk medycznych, powstaniec warszawski.

## Życiorys
W okresie II wojny światowej był żołnierzem Armii Krajowej (pseud. Lech). Brał udział w powstaniu warszawskim.
Ukończył studia medyczne na Akademii Medycznej w Warszawie (1952). Uzyskiwał kolejne stopnie naukowe – w 1966 doktora na Akademii Medycznej w Katowicach i w 1980 doktora habilitowanego w Instytucie Reumatologii w Warszawie. W 1992 otrzymał tytuł profesora nauk medycznych. Specjalizował się w zakresie chorób wewnętrznych i reumatologii.
Pracował w różnych jednostkach służby zdrowia. Zawodowo był związany m.in. z Instytutem Reumatologicznym im. prof. dr hab. med. Eleonory Reicher. Został członkiem Polskiego Towarzystwa Reumatologicznego. Przez ponad 50 lat wykładał również medycynę pastoralną w Wyższym Metropolitalnym Seminarium Duchownym w Warszawie. Był związany z warszawskim Klubem Inteligencji Katolickiej, którego został honorowym członkiem. 
Był ojcem Bogumiła Lufta i Krzysztofa Lufta. Pochowany na cmentarzu Powązkowskim w Warszawie w Warszawie.

## Odznaczenia
- Krzyż Komandorski Orderu Odrodzenia Polski (2013)[8]
- Złoty Krzyż Zasługi (2001)[9]